# Arnold Gerhard Deneken
Arnold Gerhard Deneken (* 17. Mai 1759 in Bremen; † 27. Dezember 1836 in Bremen) war ein Jurist und Bremer Senator.

## Biografie
Deneken war der Sohn des Kaufmanns und Ältermanns Martin Deneken (1711–1776) und seiner Frau Dorothea (?).
 
Er war verheiratet mit der Bürgermeistertochter Adelheit Margarethe Busch (1762–?).
Er absolvierte eine Privatschule, ab 1776 das Gymnasium Illustre in Bremen und studierte ab 1778 Rechtswissenschaften an der Universität Göttingen. In Göttingen promovierte er 1781 zum Dr. jur.

Er war danach ein halbes Jahr am Reichskammergericht in Wetzlar und reiste dann durch Süddeutschland und der Schweiz. Ab Herbst 1782 war er als Advokat tätig.
 
Von 1785 bis 1836(†) war er als Nachfolger von Laurenz von dem Busch Bremer Ratsherr/Senator.
In der Bremer Franzosenzeit war er von 1811 bis 1813 Tribunalrichter. 